# Etelwald de Deira
Etelwald (també escrit Œthelwald) va ser el rei de Deira, potser col·locat pel seu oncle, Oswiu de Northúmbia, després de l'assassinat d'Oswine de Deira

Era fill d'Osvald de Northúmbria, que va morir en la batalla de Maserfield l'any 642.
Després que Oswine de Deira fos assassinat per Oswiu el 651, Etelwald va esdevenir rei. No és clar si el seu oncle Oswiu el va col·locar o si Etelwald va assumir el poder per oposar-se a Oswiu, però més tard es va aliar a Penda de Mèrcia, que era enemic d'Oswiu, i va prometre suport al rei merci en la seva campanya d'invasió de Northúmbria l'any 655. Això no obstant, quan els exèrcits d'Oswiu i Penda es van trobar el 15 de novembre a la batalla de Winwaed, Etelwald es va retirar. Penda va ser derrotat i va morir, potser en part a causa de la retirada d'Etelwald. Poc després d'aquests esdeveniments Oswiu va col·locar el seu fill Alchfrith en el tron de Deira.
Cap llibre explica què va ser d'Etelwald després de la batalla, però la llegenda explica que es va fer ermità a Kirkdale, North Yorkshire.
Etelwald va ser un cristià pietós i se'l recorda per la seva generositat envers sant Cedd, al qual va concedir terres per fer un monestir.